# 胡亞丹
胡亞丹（1996年1月19日—），四川自貢人，中國女子跳水運動員。

## 簡歷
2010年，獲得女子組單人10公尺跳臺的金牌，以14歲的年紀加冕跳水世界冠軍。
2012年，胡亚丹代表中国出戰英國倫敦舉行的奥林匹克运动会跳水比賽女子10米高臺賽事。由於在预赛和半决赛的发挥都不好，她在决赛时排在第四个出场。在決賽中，她在首轮就出现重大失误，只得54.11分；其後第二轮的407C動作，她又再次失手；最终，她只以349.50分，名列第九位完成賽事。

## 主要成績
- 2010年 常熟第17屆世界盃跳水賽 女子10米跳台 冠軍
- 2010年 亞洲運動會 女子10米跳台 冠軍
- 2011年 上海第14屆世界游泳錦標賽 女子10米跳台 亞軍
- 2012年 倫敦第18屆世界盃跳水賽 女子10米跳台 亞軍
- 2012年 倫敦第30屆夏季奧林匹克運動會 女子10米跳台 第九名